# ジェティックス
ジェティックス（JETIX）は、ウォルト・ディズニー・カンパニーが運営していたアニメ番組放送枠及び放送局である。日本の放送形態についてはトゥーン・ディズニーを参照。

## 概要
アメリカ合衆国では2004年2月にトゥーン・ディズニーとABCファミリーで放送が開始された。ニューズ・コーポレーションからウォルト・ディズニー・カンパニーに売却された放送枠、Fox Kidsを前身としている。
ヨーロッパ、中東、中南米ではFox Kidsチャンネルから改称される形でジェティックスチャンネルが設立された。カナダではファミリーの放送枠として2006年から放送。
アジア地域ではインド、日本などではトゥーン・ディズニーの放送枠として展開された。韓国ではCHAMPの放送枠として2005年から展開。シンガポールではmioTVのVODサービスとして展開された。
しかし2008年、ディズニーはチャンネル再編を決断。2009年から2010年にかけて放送枠としてのジェティックスは廃止され、アメリカ国外のジェティックスチャンネルはディズニーXD、もしくはディズニー・チャンネルに変更された。

## 主な番組
- スーパー・ロボット・モンキー・チーム・ハイパーフォース GO!
- イン・ヤン・ヨー!
- ウィッチ -W.I.T.C.H.-
- オーバン・スターレーサーズ
- キッドvsキャット
- ターザン
- パワーレンジャー・ダイノサンダー
- パワーレンジャー・S.P.D.
- パワーレンジャー・ミスティックフォース
- パワーレンジャー・オペレーション・オーバードライブ
- パワーレンジャー・ジャングルフューリー
- プッカ
- トータリー・スパイズ!
- スパイダーマンシリーズ
  - スパイダーマン&アメイジング・フレンズ
  - スパイダーマン・アンリミテッド